# Viola Calligaris
Viola Mónica Calligaris (* 17. März 1996 in Sarnen) ist eine Schweizer Fussballspielerin. Sie spielt für Juventus Turin und die Schweizer Nationalmannschaft. Sie besitzt auch die italienische Staatsbürgerschaft.

## Karriere

### Vereine
Viola Calligaris begann das Fussballspielen mit acht Jahren beim FC Giswil in Obwalden. Im März 2009 wechselte sie zum FC Sachseln, im September 2009 folgte der Wechsel zum SC Kriens. Der FC Emmenbrücke ermöglichte ihr ab August 2011 das Training mit der Knabenmannschaft U-15 coca cola league. Sie wurde kurze Zeit später zur Stammspielerin. Ab Juli 2012 spielte sie für das NLA-Frauenteam des SC Kriens. Von 2013 bis 2017 stand sie für das NLA-Team des BSC Young Boys Bern im Einsatz.
Auf die Saison 2017/18 hin wechselte sie für zwei Jahre zu Atlético Madrid. Sie gewann in dieser Zeit mit dem Club zweimal den Meistertitel. Calligaris erlebte dabei auch das historische Weltrekordspiel zwischen Atlético Madrid und dem FC Barcelona vor 60'739 Zuschauern im Estadio Metropolitano, allerdings nur von der Ersatzbank aus.
Nach zwei Meistertiteln und zwei Cupfinal-Teilnahmen mit Atlético unterschrieb Calligaris einen Einjahresvertrag mit Option auf Verlängerung bei Valencia CF Femenino.
Nach einer Saison beim Valencia CF wechselte sie innerhalb der Stadt zu UD Levante Femenino, bei dem Calligaris einen Zweijahresvertrag unterschrieb. Im September 2020 brach sie sich während eines Länderspiels mit der Schweiz das Handgelenk. Im Dezember desselben Jahres erlitt sie einen Kreuzbandriss, der sie zu einer neunmonatigen Pause zwang.
Ab der Saison 2023/24 spielte sie für Paris Saint-Germain. Sie unterschrieb einen Vertrag bis 2025. In der Winterpause wechselte sie leihweise bis Saisonende zu Juventus Turin.

### Nationalmannschaften
Mit der U-17-Nati nahm sie 2012 an der UEFA-U17-EM teil und schoss in den sechs Spielen insgesamt neun Tore.
Auch kam sie bei der U-19-Nationalmannschaft zum Einsatz und erzielte in neun Spielen drei Tore.
Im März 2016 debütierte die Obwaldnerin im Schweizer Frauen-A-Nationalteam. Im WM-Qualifikationsspiel gegen Belarus erzielte sie am 24. November 2017 ihr erstes Tor. Vier Tage später trug sie in Biel mit dem 4:1 ihren Teil zum Sieg (5:1) gegen Albanien bei. Im Juni 2018 schoss sie im 6. Spiel der WM-Qualifikation erneut gegen Belarus ihr 3. Tor für die Schweizer Nationalmannschaft.
Calligaris nahm an der Europameisterschaft 2022 teil und stand in allen drei Gruppenspielen in der Startformation der Schweizerinnen. Die Schweiz schied nach der Vorrunde aus. Sie nahm auch an der Weltmeisterschaft 2023 teil. Aufgrund muskulärer Probleme kam sie aber nur zu zwei Teileinsätzen. Die Schweiz schied im Achtelfinal aus. Auch für die Europameisterschaft 2025 wurde sie ins Aufgebot berufen. Sie stand in allen vier Spielen der Schweizerinnen in der Startformation. Die Schweiz erreichte den Viertelfinal.

## Erfolge und Auszeichnungen
- 2017: Zypern-Cup-Siegerin mit der Schweizer Nationalmannschaft
- 2018: Spanische Meisterin mit Atlético Madrid
- 2019: Spanische Meisterin mit Atlético Madrid[8]
- 2025: Italienische Meisterin mit Juventus Turin

## Privates
Viola Calligaris begann im Sommer 2013 das Sport-KV an der Talents School der Frei’s Schulen in Luzern. Mit dem Wechsel zu BSC YB wechselte sie für die berufliche Ausbildung zu den Feusi-Sportschulen nach Bern. Die Berufsmatura bei BWD Bern schloss sie 2017 erfolgreich ab.